# Foucaucourt-sur-Thabas
Foucaucourt-sur-Thabas é uma comuna francesa na região administrativa de Grande Leste, no departamento de Meuse. Estende-se por uma área de 9,92 km². Em 2010 a comuna tinha 58 habitantes (densidade: 5,8 hab./km²).